# Tucumán (provins)
Provinsen Tucumán (spansk: Provincia de Tucumán) er en provins i det nordvestlige Argentina. Naboprovinserne er Salta, Santiago del Estero og Catamarca. Provinsen dækker et areal på 22.524 km2
}og har en befolkning på 1.731.820 (2022) indbyggere. Den har fået kaldenavnet «El Jardín de la Republica» (Republikkens have). Provinshovedstaden hedder San Miguel de Tucumán.